# Anpassungsstörung
Eine Anpassungsstörung ist eine ungewöhnlich starke psychische Reaktion auf eine psychosoziale Belastung, welche zu erheblichen Beeinträchtigungen in wichtigen Lebensbereichen führt. Diese ist eine Ausformung der Belastungsstörungen und ist sowohl in der Internationalen Klassifikation der Krankheiten der Weltgesundheitsorganisation als auch dem Diagnostic and Statistical Manual of Mental Disorders der American Psychiatric Association als eigenständige Diagnose enthalten.

## Ursachen
Auslöser für eine Anpassungsstörung können einzelne Lebensveränderungen und -ereignisse oder über einen längeren Zeitraum andauernde Belastungen sein.
Zu den häufigen Ursachen für Anpassungsstörungen gehören Trauerfälle, eine Trennung oder Scheidung sowie allgemein Ende von sonstigen sozialen Beziehungen, der Verlust des Arbeitsplatzes, die Diagnose einer Krankheit oder das Auftreten einer Behinderung. Weiterhin gehören Veränderungen wie der Besuch einer neuen Schule, das Verlassen des Elternhauses oder die Rückkehr in dieses, Eheschließung, Elternschaft, das Nichterreichen beruflicher Ziele oder der Eintritt in den Ruhestand dazu. Ein Kulturschock kann ebenfalls eine Anpassungsstörung zur Folge haben.
Beispiele für anhaltende Belastungen, die Anpassungsstörungen hervorrufen können, sind Schwierigkeiten am Arbeitsplatz, Mobbing und Konflikte im sozialen Umfeld.
Bei Kindern und Jugendlichen kann Vernachlässigung (siehe Hospitalismus und Deprivation) die Ursache sein.
Die individuelle Prädisposition oder Vulnerabilität spielt bei dem möglichen Auftreten und bei der Form der Anpassungsstörung eine bedeutsame Rolle.

## Symptome
Die Symptome können sehr vielfältig sein und hängen individuell von der Person, deren Resilienz und dem subjektiven Grad der Belastung bezüglich des auslösenden Ereignisses und der Gesamtschau ab.
Folgende Symptome sind möglich:
- Gefühl von Bedrängnis
- emotionale Beeinträchtigung
- verändertes Sozialverhalten
- Probleme mit sozialer Nähe/Distanz
- sozialer Rückzug
- Gefühle der Leere
- Grübeln
- geistiges Verhaftetbleiben (Präokkupation)
- gesteigerte Sorge
- Freudlosigkeit
- Trauer
- Angst oder konkrete/diffuse Befürchtungen
- depressive Verstimmung
- Atemnot (in schweren Fällen)
- usw.

Die Anzeichen sind unterschiedlich (oder eine Mischung von diesen), ohne jedoch so markant zu sein, dass die speziellen Diagnosen gegeben werden können. Außerdem kann ein Gefühl bestehen, mit den alltäglichen Gegebenheiten nicht zurechtzukommen, diese nicht vorausplanen oder fortsetzen zu können. Störungen des Sozialverhaltens können insbesondere bei Jugendlichen ein zusätzliches Problem sein.

## Diagnose
Die Diagnose einer Anpassungsstörung erfolgt durch ein strukturiertes Interview oder einen Fragebogen, den die Patienten selbst ausfüllen. Dabei wird der auslösende Stressor bzw. weitere identifiziert und die hervorgerufenen Symptome erfasst. Weiterhin werden die Schwierigkeiten bei der Bewältigung und die zeitlichen Zusammenhänge erfragt. Zum Einsatz kommen beispielsweise das Adjustment Disorder New Module (ADNM), das auch als Fragebogen in einer auf die ICD-11-Kriterien aktualisierten Fassung verfügbar ist (ADNM-20) oder das spezifisch für die ICD-11-Kriterien entwickelte International Adjustment Disorder Questionnaire (IADQ).

### ICD-10
Eine Anpassungsstörung liegt nach ICD-10 vor, wenn folgende Kriterien erfüllt sind:
A. Beginn der Symptome innerhalb eines Monats nach Konfrontation mit einer identifizierbaren psychosozialen Belastung, die nicht außergewöhnlich oder von katastrophalem Ausmaß war.
B. Symptome und Verhaltensstörungen, wie sie bei affektiven Störungen (F3, außer Wahngedanken und Halluzinationen), bei Störungen des Kapitels F4 (neurotische, Belastungs- und somatoforme Störungen) und bei den Störungen des Sozialverhaltens (F91) vorkommen, die jedoch nicht die Kriterien einer dieser einzelnen Störung erfüllen. Die Symptome können in Art und Schwere variieren.
C. Die Symptome dauern nicht länger als sechs Monate nach Ende der Belastung oder ihrer Folgen an.

### ICD-11
In der ICD-11 (2022) zählt die Anpassungsstörung zu den „Störungen, die spezifisch Stress-assoziiert sind“. Es müssen folgende Kriterien erfüllt sein:
- Eine maladaptive Reaktion auf einen identifizierbaren psychosozialen Stressor oder mehrere Stressoren (z. B. ein einzelnes stressbehaftetes Ereignis, fortbestehende psychosoziale Schwierigkeiten oder eine Kombination stressbehafteter Lebenssituationen) die normalerweise innerhalb eines Monats nach dem Stressor auftritt. Beispiele sind Scheidung oder Ende einer Beziehung, Verlust des Arbeitsplatzes, Diagnose einer Krankheit, das Auftreten einer Behinderung oder Konflikte zu Hause oder auf der Arbeit.
- Die Störung ist gekennzeichnet durch die Beschäftigung mit dem Stressor oder seinen Folgen, einschließlich übermäßiger Sorgen, wiederkehrender und beunruhigender Gedanken über den Stressor oder ständiges Grübeln über seine Auswirkungen.
  - Diese Symptome können nicht besser durch eine andere Störung erklärt werden (z. B. eine affektive Störung oder eine andere Störung, die spezifisch Stress-assoziiert ist, siehe unten Differentialdiagnostik)
- Sobald der Stressor und seine Folgen enden, klingen die Symptome innerhalb von sechs Monaten ab.
- Das Versagen der Anpassung an den Stressor führt zu erheblichen Beeinträchtigungen in persönlichen, familiären, sozialen, schulischen, beruflichen oder anderen wichtigen Funktionsbereichen. Wenn die Funktion aufrechterhalten werden kann, gelingt dies nur durch einen erheblichen zusätzlichen Aufwand.

### DSM
Das DSM-5 (2013) benennt folgende Kriterien für die Diagnose einer Anpassungsstörung:
- A) Die Entwicklung von emotionalen oder verhaltensmäßigen Symptomen als Reaktion auf einen identifizierbaren Belastungsfaktor, die innerhalb von 3 Monaten nach Beginn der Belastung auftreten.
- B) Diese Symptome oder Verhaltensweisen sind insofern klinisch bedeutsam, als sie
  1. zu deutlichem Leiden führen, welches in Schwere und Intensität über das hinausgeht, was man bei Konfrontation mit diesem Belastungsfaktor erwarten würde, unter Berücksichtigung des externen Kontexts und kultureller Faktoren, welche die Schwere und Art der Symptomatik beeinflussen könnten
  2. zu bedeutsamen Beeinträchtigungen in sozialen, beruflichen oder anderen wichtigen Funktionsbereichen führen.
- C) Das belastungsabhängige Störungsbild erfüllt nicht die Kriterien für eine andere Störung und stellt nicht in erster Linie eine Verschlimmerung einer bereits bestehenden Störung dar.
- D) Die Symptome sind nicht Ausdruck einer gewöhnlichen Trauer.
- E) Wenn die Belastung (oder deren Folgen) beendet ist, dann dauern die Symptome nicht länger als weitere 6 Monate an.

Die Kriterien in der Ausgabe DSM-IV waren nahezu identisch, enthielten jedoch keinen Verweis auf den kulturellen Kontext und schlossen Trauer vollständig als Ursache aus (Kriterium D).

## Differentialdiagnostik
Eine Anpassungsstörung ist zunächst von einer normalen emotionalen Reaktion auf den Stressor und üblichen Auswirkungen auf wichtige Funktionsbereiche zu unterscheiden.
In der ICD-10 wird als Ausschlusskriterium das Nichtbestehen der Trennungsangst in der Kindheit (F93.0) spezifiziert.
In der ICD-11 wird die Anpassungsstörung von den affektiven Störungen (Bipolare Störungen und Depressive Störungen) sowie anderen Störungen, die spezifisch Stress-assoziiert sind, abgegrenzt. Von der Posttraumatischen Belastungsstörung (6B40) und der Komplexen posttraumatischen Belastungsstörung (6B41) unterscheidet sich die Anpassungsstörung dadurch, dass der Stressor kein traumatisches Ausmaß annehmen muss.
Im DSM-5 ist das Vorliegen einer Major Depression Ausschlusskriterium für eine Anpassungsstörung. Von einer Posttraumatischen Belastungsstörung (PTBS, 309.81) unterscheidet sich die Anpassungsstörung zum einen durch Art und Schwere des auslösenden Stressors, zum anderen muss seit Auftreten des Stressors nicht bereits ein Monat vergangen sein. Ähnliches gilt für die Abgrenzung zur Akuten Belastungsreaktion (308.3), die schwerere, spezifische Stressoren voraussetzt und zudem nur bis maximal einen Monat nach deren Auftreten diagnostiziert wird. Jedoch kann die Diagnose einer Anpassungsstörung gestellt werden, wenn die bei PTBS und Akuter Belastungsreaktion geforderten Stressoren vorliegen, die Symptome jedoch unterhalb der diagnostischen Schwelle liegen. Die Diagnose einer Anpassungsstörung ist auch dann angezeigt, wenn Patienten unter den für PTBS und Akuter Belastungsreaktion typischen Symptomen leiden, jedoch kein traumatisches Ereignis als Auslöser identifiziert werden kann.
Persönlichkeitsstörungen können mit Persönlichkeitseigenschaften einhergehen, die zu einer Anfälligkeit für Stress führen, welche der Anpassungsstörung ähnlich ist. In der Rückschau kann festgestellt werden, ob die akute Belastungsreaktion auf eine vorliegende Persönlichkeitsstörung zurückzuführen ist. Weiterhin muss berücksichtigt werden, dass Stressoren die Symptomatik einer Persönlichkeitsstörung verstärken können. Die Diagnose einer Anpassungsstörung ist nach dem DSM-5 nur angezeigt, wenn die Belastungsreaktion über das bei Berücksichtigung dieser Faktoren erwartbare Maß hinausgeht.
Eine Anpassungsstörung ist eine häufige Verdachts- oder Erstdiagnose bei Erwachsenen, bei denen eine vorliegende Autismus-Spektrum-Störung bislang nicht erkannt wurde. In diesen Fällen entsteht die psychosoziale Belastung aus Konflikten im beruflichen oder privaten Umfeld, die auf für autistische Menschen typische Verhaltensweisen und Eigenheiten zurückzuführen sind. Oft ist es diesen Personen im bisherigen Verlauf ihres Lebens erfolgreich gelungen, durch eine hohe Intelligenz und geschickte Strategien ihre sozialen und kommunikativen Schwierigkeiten im Umgang mit nicht-autistischen Menschen zu kompensieren.

## Häufigkeit
Wie bei allen psychischen Erkrankungen variiert die ermittelte Prävalenz (Krankheitshäufigkeit) erheblich je nach untersuchter Population und Untersuchungsmethode. In der Stichprobe von Kindern, Jugendlichen und Älteren liegt sie demnach bei 2–8 %.
In einer multizentrischen Studie in der europäischen Allgemeinbevölkerung wurde unter Anwendung der DSM-IV-Kriterien für die Anpassungsstörung mit depressiver Symptomatik eine Punktprävalenz von 0,6 % für Frauen und 0,3 % für Männer ermittelt. Bei Anwendung der ICD-10-Kriterien ergaben sich bei 18- bis 65-Jährigen mit 0,3 % niedrigere Raten. In einer deutschlandweiten repräsentativen Studie von 14- bis 95-Jährigen fand man die Anpassungsstörung bei 0,9 % unter Anwendung neuer Forschungskriterien, die in Zukunft für das ICD-11 gültig sein werden.
Anpassungsstörungen sind eine häufige Diagnose. Laut DSM-5 leiden 5 % bis 20 % der Patienten, die aufgrund von Problemen mit ihrer mentalen Gesundheit in ambulanter Behandlung sind, an einer Anpassungsstörung.

## Folgen und Komplikationen
Das subjektive Wohlbefinden der Betroffenen ist beeinträchtigt; es bestehen Gefühle von Angst, Depression und/oder Sorge. Es können Schwierigkeiten bestehen, den Alltag und seine Anforderungen zu bewältigen. Besonders bei Jugendlichen kann das Sozialverhalten beeinträchtigt sein, so dass es zu Vereinsamung und Isolation kommt. Die Folgen können Arbeitsunfähigkeit, Schwierigkeiten in der Beziehung oder Selbstmordgedanken sein.

## Behandlung
Anpassungsstörungen werden psychotherapeutisch behandelt, in Einzelfällen werden unterstützend auch Antidepressiva gegeben.

## Kritik
Viele Wissenschaftler kritisieren die derzeitige Diagnose, weil diese hinsichtlich der festgeschriebenen Symptome unspezifisch ist, die Verhaltensmuster und die Anlehnung an die Umgebungfaktoren zu eng umschrieben sind. Es gab bislang relativ wenig Forschung auf diesem Gebiet.
In einem Editorial des British Journal of Psychiatry im Jahr 2001 wurden die aktuellen Diagnosekriterien der Anpassungsstörung als „vage und umgreifend … sinnlos“ bezeichnet.
Der deutsche Facharzt für Neurologie, Psychiatrie und Psychotherapie Argeo Bämayr schlug bei der Weltgesundheitsorganisation vor, die Internationale statistische Klassifikation der Krankheiten und verwandter Gesundheitsprobleme um das Krankheitsbild Kumulative Traumatische Belastungsstörung (KTBS)
inklusiva Nr. F43.30 Mobbingsyndrom und inklusiva Nr. F43.31 Stalkingsyndrom und inklusiva Nr. F43.32 Häusliches Gewaltsyndrom (Teil von F43) zu ergänzen; Begründung (Auszug):

„Die Fehldiagnose einer „Anpassungsstörung“ stellt eine klassische diskriminierende Opferbeschuldigung dar, indem man dem Opfer vorwirft, sich dem Psychoterror nicht anpassen zu können. Diese und weitere Diagnosen haben den führenden Mobbingforscher Leyman dazu veranlasst, in seinem 5-phasigen Mobbingmodell die Phase 4 den stigmatisierenden Diagnosen zu widmen. Bestätigt wird diese Einstufung durch die Lehre der Psychotraumatologie, die das Phänomen der Opferbeschuldigung ausführlich behandelt“

Dem war ein Vorschlag zur Einführung der Diagnose „Mobbingsyndrom“ vorausgegangen.